# Jøkulberget
Jøkulberget är en kulle i Antarktis. Den ligger i Östantarktis. Norge gör anspråk på området. Toppen på Jøkulberget är 2 498 meter över havet.
Terrängen runt Jøkulberget är huvudsakligen platt, men åt nordost är den kuperad. Trakten är obefolkad. Det finns inga samhällen i närheten.